# 阿查科柳山
17°33′48″S 69°52′15″W / 17.56333°S 69.87083°W

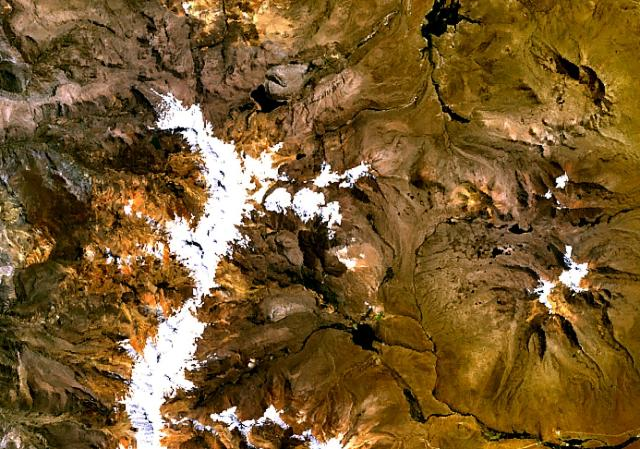

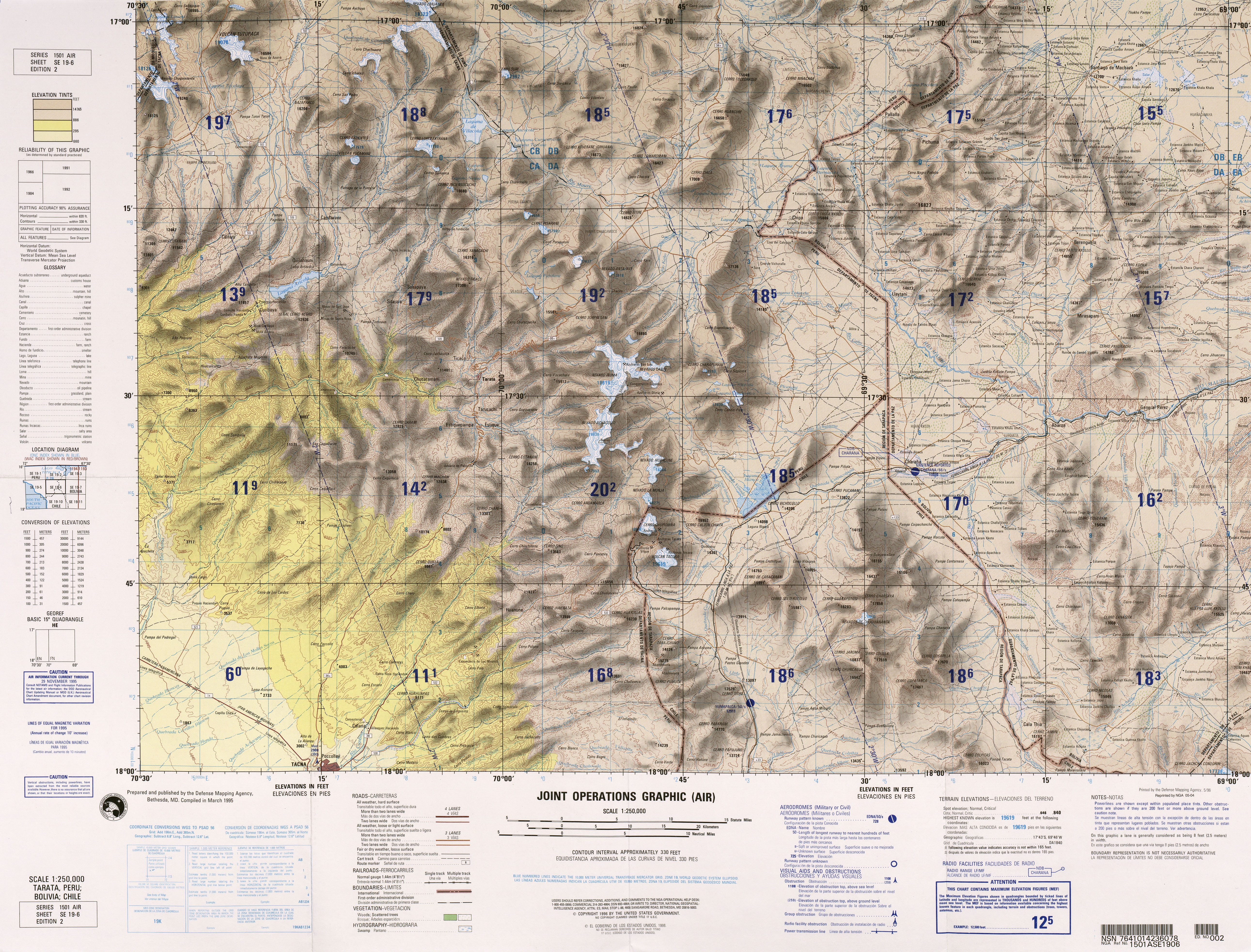

阿查科柳山（Achacollo），是秘魯的火山，位於秘魯的塔克納大區，處於阿查科柳山和萬庫尼火山西北面，屬於安第斯山脈中巴羅索山脈的一部分，海拔高度5,690米。